# Burgruine Haimburg
Die Burgruine Haimburg ist die Ruine einer Höhenburg auf einer 550 m ü. NN hohen Erhebung über dem Ortsteil Haimburg der Gemeinde Berg bei Neumarkt in der Oberpfalz im oberpfälzischen Landkreis Neumarkt in der Oberpfalz in Bayern. Die Anlage wird als Bodendenkmal unter der Aktennummer D-3-6634-0074 im Bayernatlas als „archäologische Befunde im Bereich der mittelalterlichen Burgruine "Haimburg"“ geführt. Ebenso ist sie unter der Aktennummer D-3-73-113-29 als denkmalgeschütztes Baudenkmal von Haimburg verzeichnet.
Die Burgruine ist jederzeit frei zugänglich, jedoch besteht Einsturzgefahr.

## Geschichte
Die Burg wurde erstmals in einer Urkunde Kaiser Heinrich III. erwähnt. Sie wurde von den Herren von Haimburg erbaut. Sie kam nach deren Aussterben 1262 an die Herren von Stein, deren betreffender Zweig sich fortan ebenfalls von Haimburg nannte. Letzter Alleinbesitzer war Heinrich II. von Haimburg (1333–1362). Nach seinem Tode wurde der Besitz geteilt, eine Hälfte erhielt sein Neffe Heinrich III. von Stein (1362–1361), die andere sein Bruder, der Regensburger Bischof Konrad VI. von Haimberg. Nach mehreren Besitzerwechseln kam die Haimburg 1388 in den Besitz des Kurfürsten Ruprecht I. Nach der Zusammenlegung mit dem Amt Troßberg entstand das bayerische Pflegamt Haimburg. Ab 1410 war Pfalzgraf Johann von Neumarkt Besitzer der Anlage und baute sie 1434 zu einem prächtigen Jagdschloss aus.

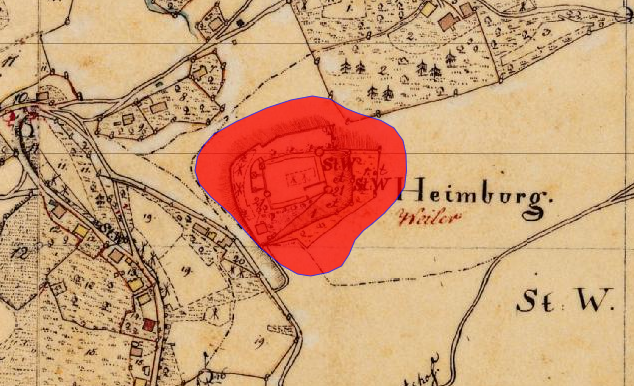
Lageplan der Burgruine Haimburg auf dem Urkataster von Bayern

Im Landshuter Erbfolgekrieg erlitt die Burg beträchtlichen Schaden. Am 8. Juli 1504 wurde sie von Truppen der Reichsstadt Nürnberg erobert und niedergebrannt. Im Kölner Schiedsspruch erhielt die Reichsstadt von König Maximilian I. als Dank für ihre Kriegshilfe die Besitzungen in Gnadenberg und Haimburg. Pfalzgraf Friedrich II.konnte durch einen Vertrag mit den Nürnberger Rat 1521 beide Besitzungen wieder in seine Hand bekommen und ließ die Haimburg wieder instand setzen.
Auch der Dreißigjährige Krieg brachte Unheil über Haimburg: Am 3. Oktober 1634 wurde die Burg von den kaiserlichen Truppen erobert. Nach mehrmaliger Plünderung wurde sie 1648 von den Schweden niedergebrannt, weil ihnen die Reichsstadt Nürnberg einen Sold von 600 Gulden verweigert hatte.

## Beschreibung
Von der Burganlage sind noch Reste eines runden Bergfrieds, zweier Torbauten sowie Grundmauerreste, Kellergewölbe und ein tiefer doppelter Halsgraben erhalten. Diese Teile gehen auf das 15. und 16. Jahrhundert zurück, die unteren Teile des Burgringes dürften aus der romanischen Zeit stammen.

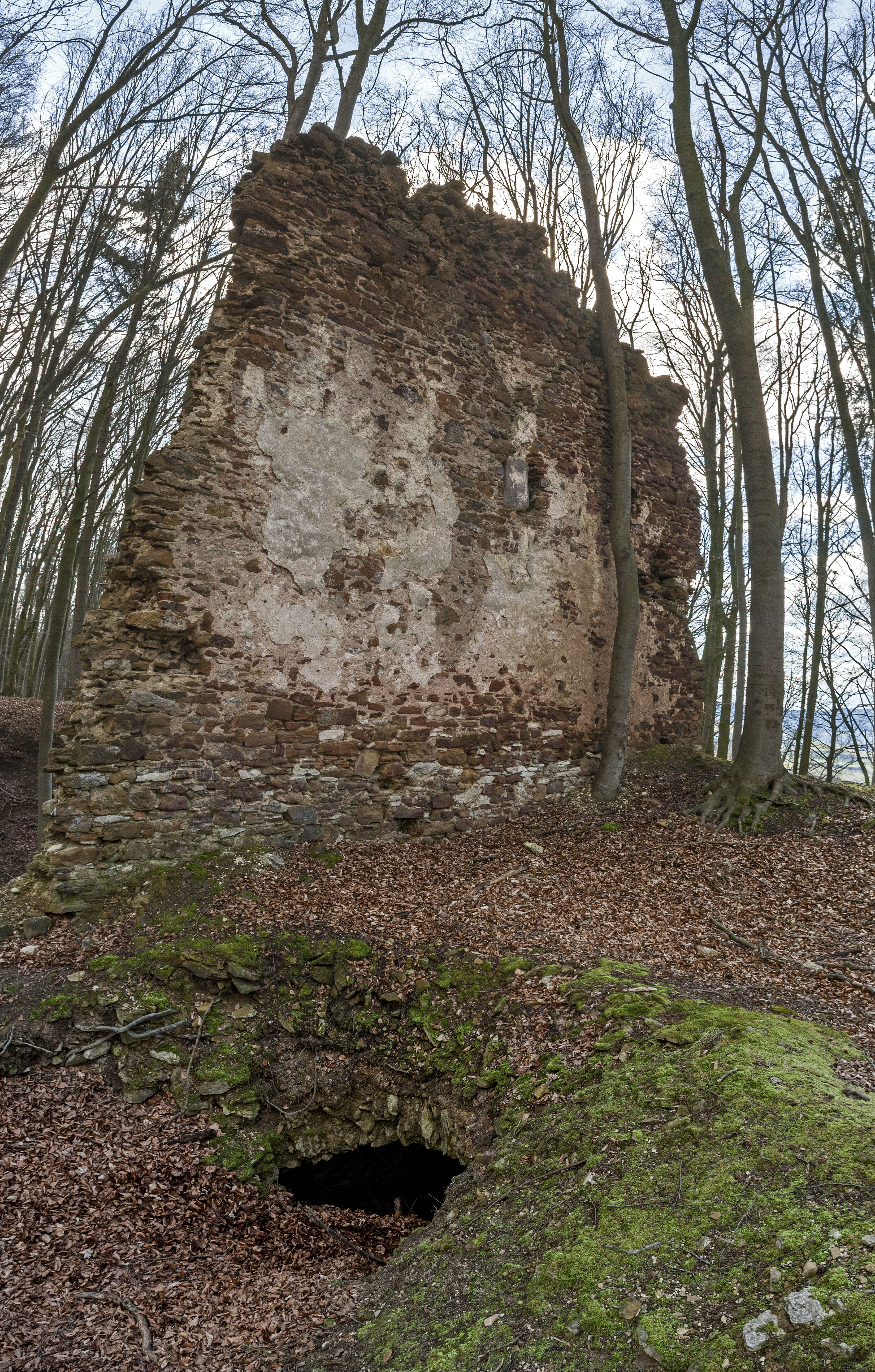
Mauerrest Wohnhaus
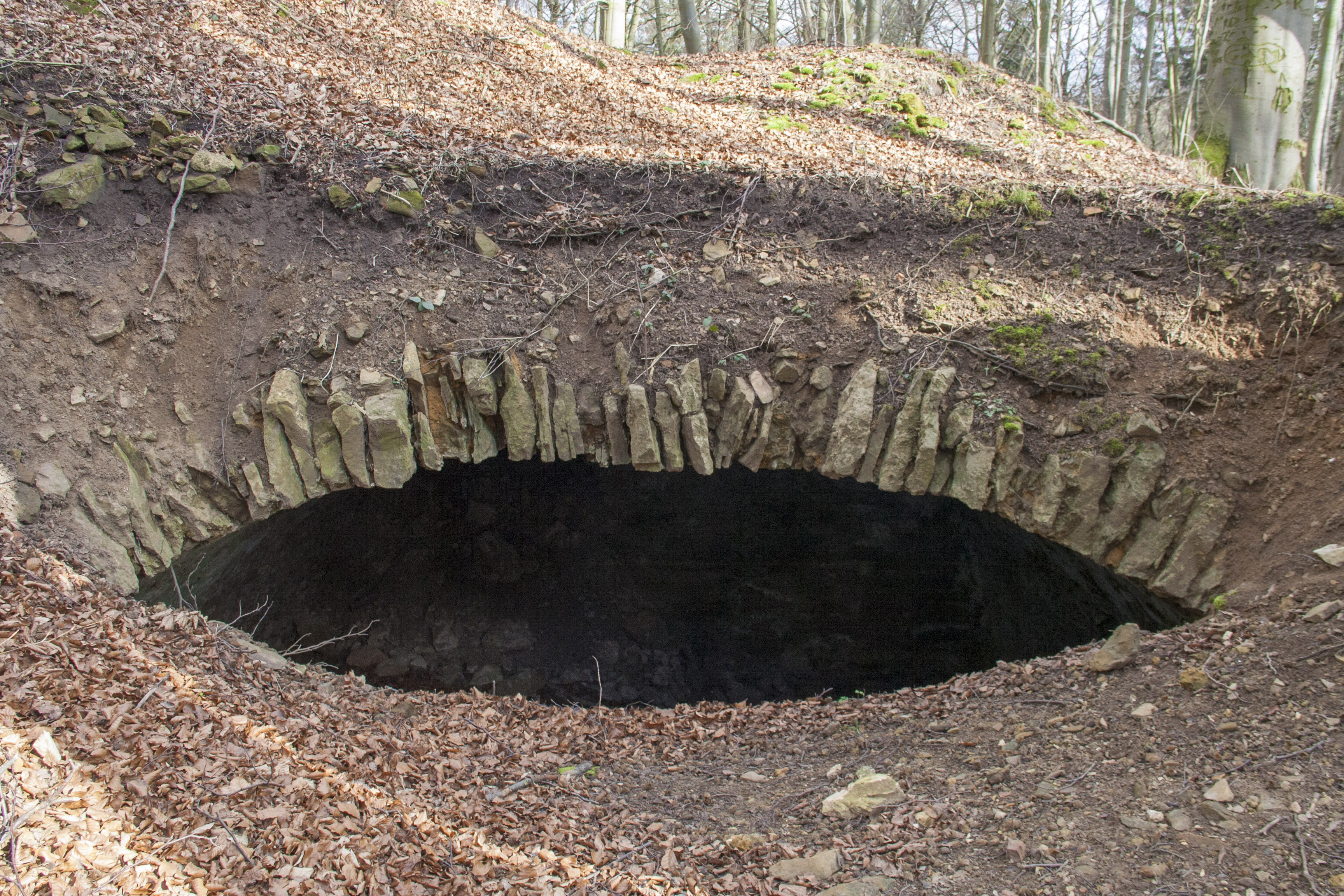
Kellergewölbe
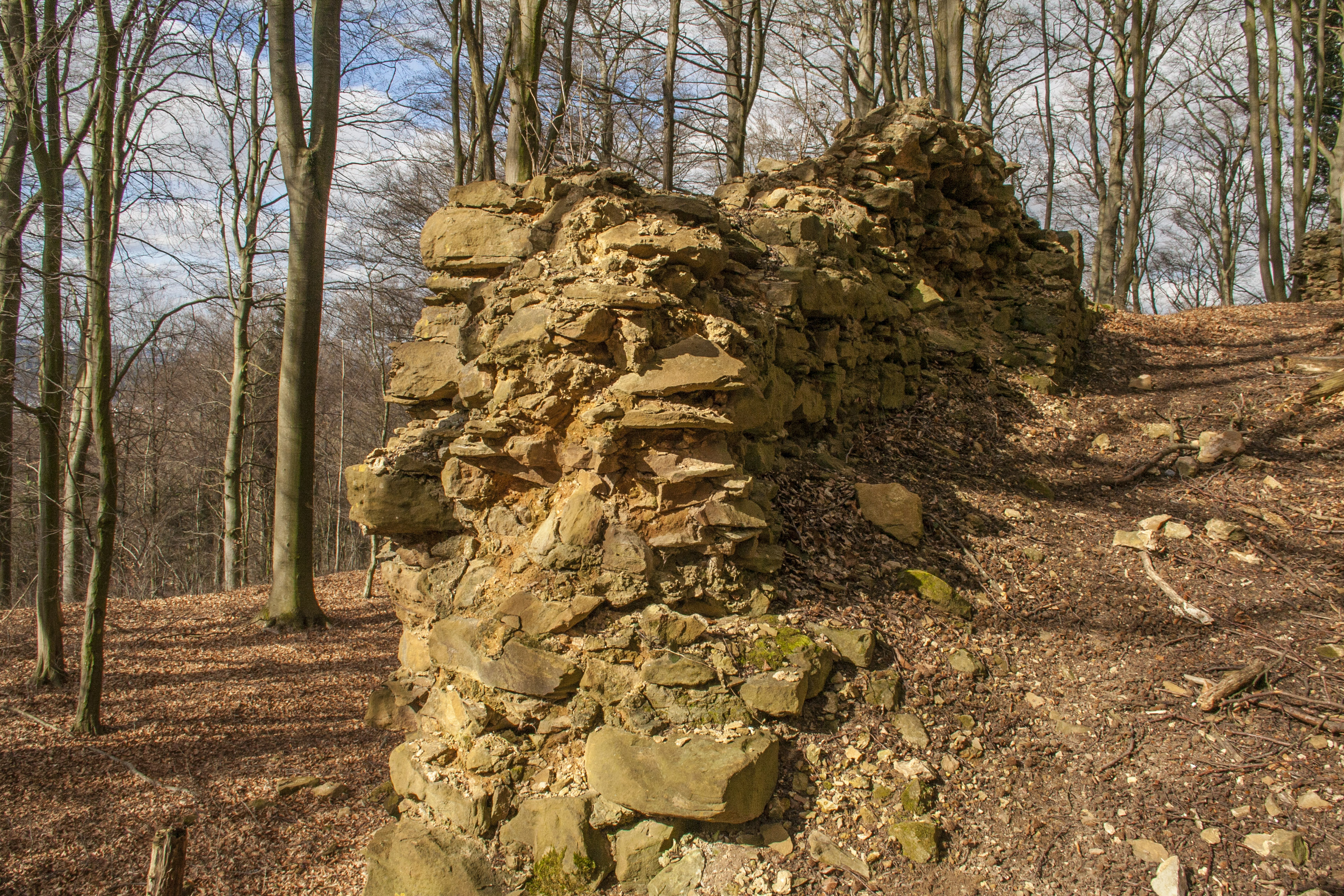
Rest der Zwingermauer
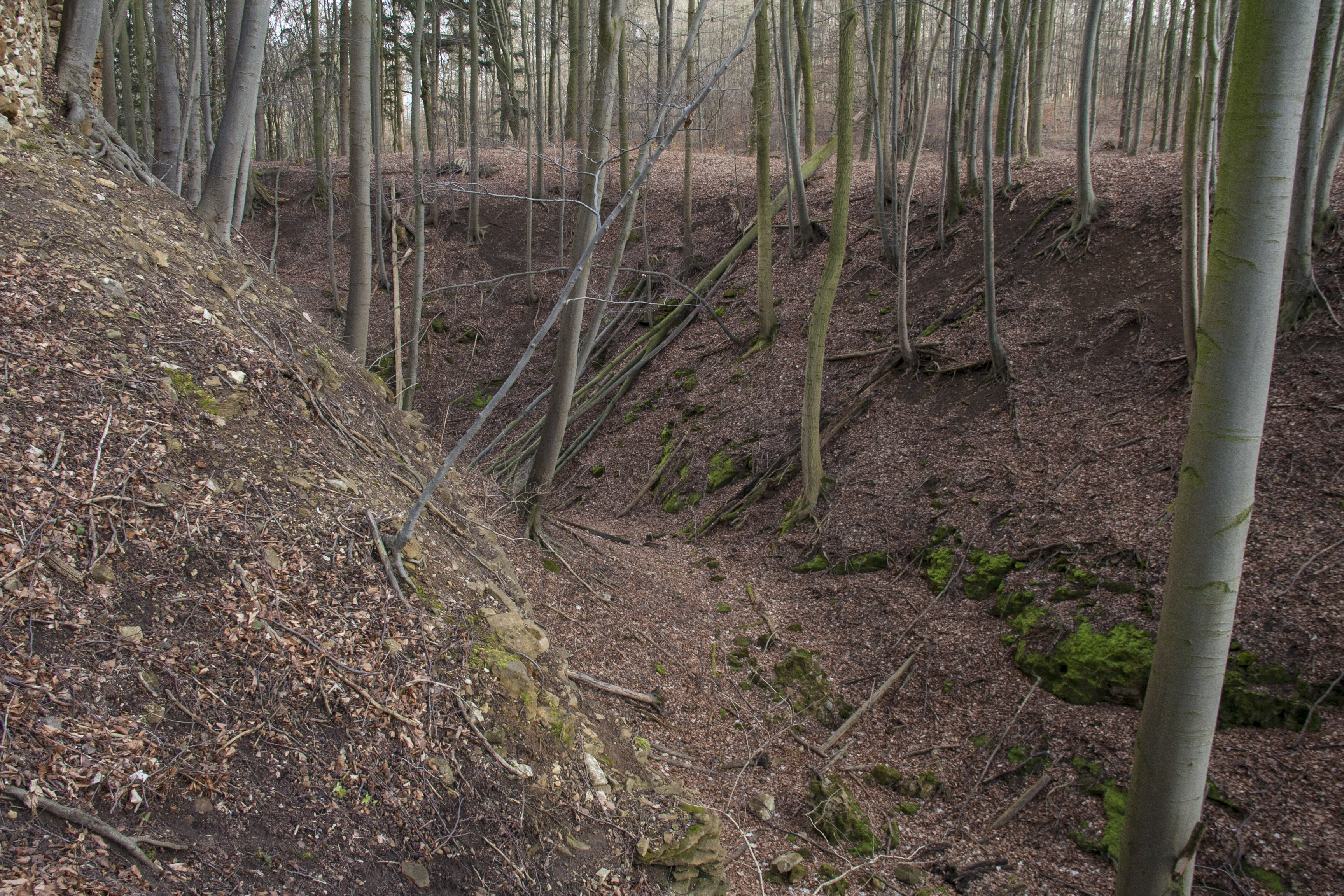
Graben
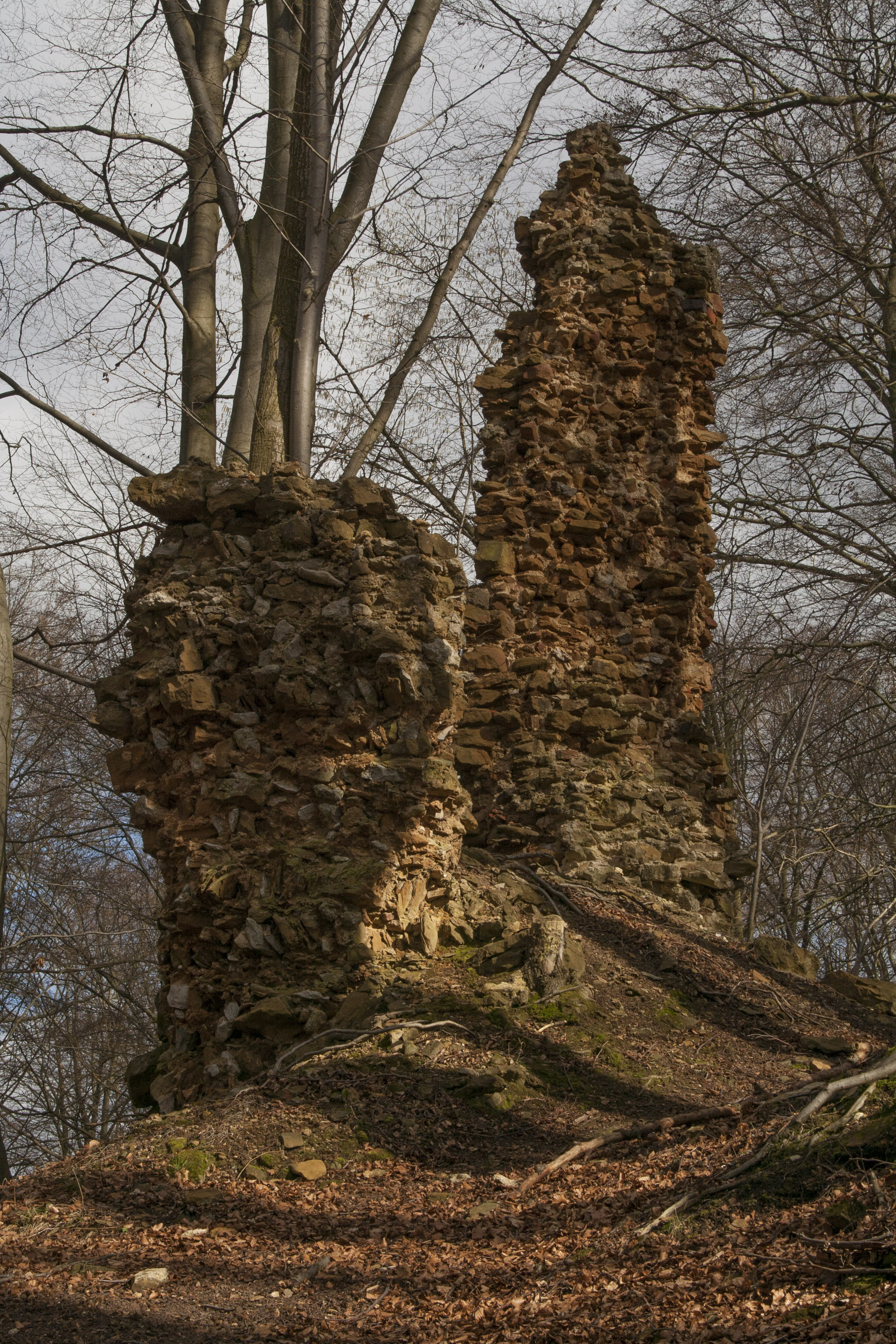
Rest des Torturms